# Zentralamerikanische Konföderation

Lage in Zentralamerika

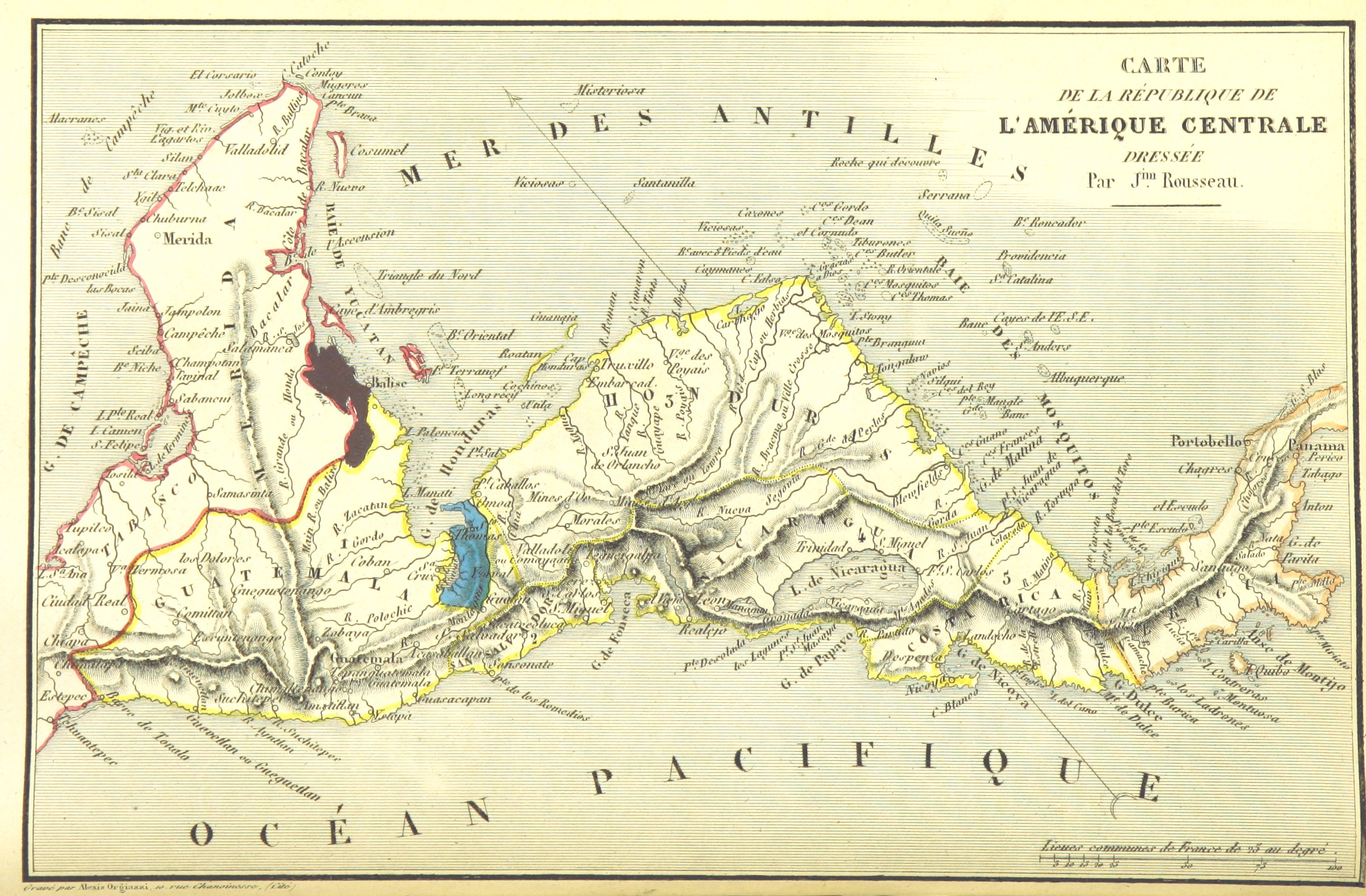
Historische Karte Zentralamerikas (um 1840)

Flagge der Vereinigten Provinzen von Zentralamerika vom 1. Juli 1823 bis 22. November 1824

Flagge der Bundesrepublik von Zentralamerika ab 22. November 1824

Die Bundesrepublik von Zentralamerika (República Federal de Centroamérica), auch Vereinigte Provinzen von Zentralamerika (Provincias Unidas del Centro de América) genannt, war ein Bundesstaat der zentralamerikanischen Staaten Guatemala, Honduras, El Salvador, Nicaragua und Costa Rica, der von 1823 bis 1841 bestand.

## Entwicklung
Nachdem die Provinzen des Generalkapitanats Guatemala 1821 die Unabhängigkeit von Spanien erlangt hatten, schlossen sie sich zunächst an das neue Kaiserreich Mexiko an.
Nach dem Sturz des mexikanischen Kaisers Agustín I. (bürgerlich: Agustín de Iturbide; * 1783, † 1824; reg. 1822–1823) trennten sich die Provinzen des Generalkapitanats Guatemala mit Ausnahme der Provinz Chiapas von Mexiko und proklamierten am 1. Juli 1823 die Republik der Vereinigten Provinzen Zentralamerikas, die am 20. August 1823 von Mexiko anerkannt wurde. Nachdem eine Verfassung ausgearbeitet und am 22. November 1824 in Kraft gesetzt worden war, nannte sich der Zusammenschluss fortan República federal de Centro-américa (Bundesrepublik von Zentralamerika).
Der sehr föderal aufgebaute Staat verwickelte sich in den folgenden Jahren jedoch in innere Machtkämpfe und Bürgerkriege, so dass die Föderation zwischen 1838 und 1841 auseinanderbrach. Zuerst schieden 1838 Nicaragua (30. April 1838), Honduras (26. Oktober 1838) und Costa Rica (14. November 1838) aus, danach 1839 Guatemala und schließlich El Salvador. Faktisch hörte die Föderation also am 13. bzw. 17. April 1839 mit dem Austritt der vierten von fünf Republiken (Guatemala) auf zu bestehen, auch wenn sich das allein stehende El Salvador noch bis 1841 formal weiter als ihr Rechtsnachfolger sah. Völkerrechtlich endete die Föderation erst 1840 – aus Teilen Südwest-Guatemalas war nach dem Austritt der ersten drei Republiken 1838 eine neue Unionsrepublik geschaffen worden: Los Altos. Am 27. Januar 1840 aber eroberte das unabhängige Guatemala die Republik Los Altos zurück und gliederte sie sich wieder ein.
In den Jahren 1842–1844 und 1851–1852 scheiterten Versuche, zumindest El Salvador, Honduras und Nicaragua als Zentralamerikanische Konföderation (Confederación Centro-Americana) wiederzuvereinen. Guatemala trat solchen Versuchen 1845 und 1851 bewaffnet entgegen; im Jahr 1885 führte die Schlacht von Chalchuapa zwischen den Streitkräften Guatemalas und El Salvadors zum vorläufigen Ende der Idee. Eine am 13. Juni 1921 neugebildete Föderation aus El Salvador, Honduras und Guatemala zerfiel schon am 4. Februar 1922 endgültig wieder.

## Präsidenten
1. 1823–1825: José Cecilio Díaz del Valle
2. 1825–1829: Manuel José Arce y Fagoaga
3. 1829–1830: José Francisco Barrundia y Cepeda
4. 1830–1839: Francisco Morazán

## Nachfolge
Aus der Zeit der Konföderation überlebten die den Nachfolgestaaten erhalten gebliebenen Farben blau-weiß-blau in ihren Nationalflaggen (mit Ausnahme Costa Ricas, das noch einen zusätzlichen roten Streifen in den weißen Streifen eingefügt hat) und die Verwendung freimaurerischer Symbole in ihren Staatswappen. Auch der Nationalfeiertag am 15. September ist den fünf Nachfolgestaaten bis heute gemeinsam. Noch heute gibt es Überlegungen, die Konföderation wieder herzustellen. Wiederholt sprach beispielsweise El Salvadors Präsident Nayib Bukele von einer Vereinigung der Länder Guatemala, Honduras und El Salvador.
Als übergreifendes Organ fungiert heute das 1991 gegründete Zentralamerikanische Integrationssystem (SICA).